# Varázslók (film)
A Varázslók (eredeti cím: Wizards) 1976-ban bemutatott amerikai animációs sci-fi fantasyfilm, melynek rendezője, forgatókönyvírója és producere Ralph Bakshi. A főszereplők eredeti hangját Bob Holt, Jesse Welles, Richard Romanus, David Proval és Steve Gravers kölcsönözte.
Az Amerikai Egyesült Államokban 1977. február 9-én mutatta be a 20th Century Fox.

## Cselekmény
A film egy varázsló ikerpár, a jóságos Avatar és a gonosz Blackwolf küzdelmét követi nyomon egy posztapokaliptikus világban.

## Szereplők
- Bob Holt – Avatar varázsló
- Jesse Welles – Elinore, tündér
- Richard Romanus – Weehawk, elf harcos
- David Proval – Necron 99 / Peace, Blackwolf korábbi csatlósa
- Steve Gravers – Blackwolf, Avatar gonosz ikertestvére
- James Connell – elnök, Elinore apja
- Mark Hamill – Sean
- Susan Tyrrell – narrátor (stáblistán nincs feltüntetve)
- Ralph Bakshi – Fritz / Lardbottom / rohamosztagos (stáblistán nincs feltüntetve)
- Christopher Tayback – Peewhittle
- Angelo Grisanti – Larry, varázsló (stáblistán nincs feltüntetve)